# Баумгертнер, Владислав Артурович
Владисла́в Арту́рович Баумге́ртнер (род. 21 января 1972, Свердловск) — российский предприниматель, учредитель и партнёр компании HeadOffice, глобального оператора семейных офисов на базе годовой подписки. В 2003—2013 годах — коммерческий, затем генеральный директор компании «Уралкалий». В 2011 году входил в первую сотню кадрового резерва Президента РФ Д. А. Медведева, с марта 2017 года по октябрь 2021 года занимал пост генерального директора компании Alevo.
В августе 2013 года по обвинению в злоупотреблении полномочиями был арестован в Белоруссии, куда прибыл для проведения переговоров с председателем правительства М. В. Мясниковичем. Баумгертнер стал самым высокопоставленным российским топ-менеджером, взятым под стражу в Белоруссии в новейшей истории; при этом показ арестованного по центральным телеканалам в наручниках и с заломанными руками в минской тюрьме КГБ был охарактеризован экспертами как публичное унижение российской стороны. Обстоятельства задержания в аэропорту перед вылетом в Россию, трёхмесячное пребывание в следственном изоляторе и под домашним арестом в Минске, сложные переговоры на высшем уровне об освобождении, привлекли к судьбе бизнесмена значительное внимание общественности и СМИ. В ноябре 2013 года Баумгертнер был передан России, где незадолго до этого ради облегчения экстрадиции в отношении него также возбудили уголовное дело; оно было прекращено за отсутствием состава преступления в феврале 2015 года. Ещё через полгода Баумгертнер возобновил карьеру топ-менеджера, возглавив компанию Global Ports. После злоключений Баумгертнера в Минске в российской деловой прессе появились признания топ-менеджеров о том, что ездить на деловые переговоры в Белоруссию стало небезопасно.

## Биография
В 1994 году окончил Уральский государственный технический университет по специальности «Электрические станции». С 1996 по 1998 год работал в международном концерне АББ, где завершил деятельность в должности генерального директора СП «АББ Мосэлектрощит», затем переименованном в «АББ Силовые системы».
В 2000 году получил степень MBA в Кингстонской школе бизнеса, а в 2003 году — степень MSC по специальности «Финансовый менеджмент» в Лондонском университете.
С 2003 года на должности коммерческого директора ОАО «Уралкалий». С 2005 по 2010 год занимал должность Генерального директора компании, а с 2004 по 2008 год также и Президента компании. С 2004 года являлся членом Совета директоров ОАО «Уралкалий». С 2005 по 2011 год являлся членом Наблюдательного совета тогда ещё белорусско-российской «Белорусской калийной компании», а с 2011 года стал председателем этого совета. В 2006 году вошёл в Совет директоров ОАО «Сильвинит», в 2010 году был назначен Генеральным директором этой компании. В феврале 2011 года Баумгертнер был назначен Генеральным директором ОАО «Уралкалий».
В июле 2013 года Баумгертнер объявил о выходе «Уралкалия» из партнёрства с «Беларуськалием». Этому предшествовали попытки выкупить «Беларуськалий» через подконтрольных Москве олигархов в ходе финансового кризиса в Беларуси. А также обвинение российской и белорусской стороны в продаже калийных удобрений в обход совместного трейдера «БКК». В итоге обе стороны начали экспортировать свою продукцию исключительно через компании своих стран, в России это стал «Уралкалий-Трейдинг», а в Беларуси зарегистрировали одноименную «Белорусскую калийную компанию», но уже без российского участия.

### Арест в Беларуси и экстрадиция в Россию
26 августа 2013 года, находясь в Беларуси по приглашению премьер-министра Михаила Мясниковича, Баумгертнер был арестован по обвинению в преступлении, предусмотренном ст. 424 Уголовного кодекса Белоруссии «Злоупотребление из корыстной заинтересованности», в нанесении ущерба в 100 млн долларов «Беларуськалию» и Белорусской калийной компании (БКК).

Он приехал, сопляк, его приглашает премьер-министр. Он сел нога за ногу и заявляет: не будет этого, не будет этого. Вышел, плюнул на Дом правительства и в аэропорт смеясь. А там его…
— Президент Белоруссии Александр Лукашенко об обстоятельствах ареста Баумгертнера
Аналогичные обвинения были выдвинуты в адрес делового партнёра Баумгертнера, российского сенатора и бывшего акционера «Уралкалия» Сулеймана Керимова, он был объявлен в международный розыск. По предъявленным обвинениям Баумгертнеру и Керимову грозило в Беларуси до 10 лет тюрьмы с конфискацией имущества.
В связи с задержанием Баумгертнера о действиях правоохранительных органов Белоруссии в резкой критической форме высказались заместители Председателя Правительства Российской Федерации Игорь Шувалов и Аркадий Дворкович. В Правительстве России назвали произошедшее в Минске «странным, непартнёрским и неадекватным», предупредили, что некоторые вопросы сотрудничества двух стран могут быть пересмотрены.
30 августа немедленного освобождения Баумгертнера потребовал помощник президента РФ Юрий Ушаков, 6 сентября безусловного и незамедлительного освобождения Баумгертнера потребовал МИД РФ.
6 сентября суд в Минске отказал в жалобе на арест и оставил Баумгертнера под стражей.
По мнению радиостанции «Голос Америки», скандал вокруг ареста главы «Уралкалия» мог перерасти в очередную торговую войну между Россией и Беларусью. Деловой портал РБК охарактеризовал арест Баумгертнера, как захват заложника.
10 сентября президент Белоруссии Александр Лукашенко, комментируя ситуацию вокруг топ-менеджеров «Уралкалия», заявил, что «в связи с неприличными действиями этих российских негодяев у нас сложились определённые проблемы с реализацией калийных удобрений».
11 сентября президент «Роснефти» Игорь Сечин, первым из крупных российских бизнесменов встретившийся в Минске с Лукашенко после ареста Баумгертнера, пояснил, что дело «Уралкалия» никак не влияет на взаимоотношения с Беларусью. Не видит проблем также глава «Газпрома» Алексей Миллер. 15 сентября стало известно, что пока Баумгертнер ждёт своей участи в СИЗО КГБ Белоруссии, «Роснефть» будет бороться за долю Керимова в «Уралкалии», на которую также претендует питерский банкир Владимир Коган. Согласно условиям белорусской стороны, озвученным адвокатом Александром Добровинским, как только Керимов продаст свой пакет акций «Уралкалия», Баумгертнер сможет обрести свободу и вернуться в Россию. Из этих фактов эксперты делают вывод, что вокруг фигуры Баумгертнера развернулся торг, а смысл его ареста заключается, главным образом, в перераспределении акций «Уралкалия».
19 сентября, в преддверии намеченной встречи с В. Путиным, президент Белоруссии А. Лукашенко заявил о том, что Баумгертнер в ближайшее время может быть экстрадирован в Россию для проведения следственных действий. 23 сентября в Сочи президенты снова обсудили ситуацию вокруг Баумгертнера и «Уралкалия».
26 сентября, спустя месяц после ареста, Баумгертнер был отпущен из СИЗО под домашний арест и содержался на съёмной квартире в Минске под круглосуточным наблюдением оперативников КГБ Белоруссии. Лукашенко пояснил, что перевод под домашний арест произведён по просьбе матери Баумгертнера. В этот же день в России организовали обращение работников «Уралкалия» к Лукашенко об освобождении Баумгертнера.
11 октября Лукашенко сообщил, что обвинение Баумгертнеру переквалифицировано на статью о хищении. В этот же день материалы по уголовному делу Баумгертнера поступили из Минска в Генеральную прокуратуру Российской Федерации.
14 октября в отношении Баумгертнера было возбуждено уголовное дело в России. 17 октября Басманный суд Москвы принял решение о заочном аресте Баумгертнера и объявил в международный розыск, чтобы иметь основания для запроса на его экстрадицию в Россию.
21 октября Лукашенко объявил, что Баумгертнер может быть возвращён в Россию в обмен на компенсацию Беларуси ущерба, оцениваемого президентом в 1,5—2 млрд $.
25 октября в Минске, после ежегодного заседания Высшего евразийского экономического совета, ситуацию вокруг Баумгертнера с глазу на глаз обсудили Путин и Лукашенко.
28 октября стало известно, что арест Баумгертнера в Беларуси продлён ещё на два месяца.
21 ноября, через два дня после продажи С. Керимовым 21,75 % акций «Уралкалия» Михаилу Прохорову, прокуратура Белоруссии согласилась экстрадировать Баумгертнера в Россию. В тот же день бизнесмен был передан правоохранительным органам России, «выкуп» заплачен не был. Был помещён в СИЗО № 5 «Водник» на Выборгской улице в Москве.
22 ноября 2013 года Следственный комитет Российской Федерации предъявил Баумгертнеру обвинения по ч. 3 ст. 33, ч. 2 ст. 201 УК РФ (злоупотребление полномочиями). По данным Следственного комитета, «обвиняемый, выполняя управленческие функции в коммерческих организациях, злоупотреблял своими полномочиями, используя их вопреки законным интересам этих организаций и в целях извлечения выгод и преимуществ для других лиц». Эти деяния, по данным обвинения, причинили существенный вред и тяжкие последствия для совместного российско-белорусского предприятия «Белорусская калийная компания» и для «Беларуськалия».
29 ноября 2013 года переизбран в совет директоров «Уралкалия».
Баумгертнер согласно постановлению суда заключён под домашний арест с ноября 2013 года до 14 октября 2014 года.
24 декабря 2013 года Баумгертнера отстранили от должности генерального директора «Уралкалия».
2 апреля 2014 года Белоруссия отозвала запрос в Интерпол на розыск Баумгертнера в связи с его уголовным преследованием в России.
17 сентября 2014 года Баумгертнер освобождён судом из-под домашнего ареста под залог в размере 15 млн рублей.
20 февраля 2015 года уголовное дело против Баумгертнера прекратили «в связи с отсутствием в его действиях состава преступления».

### Возобновление карьеры
С августа 2015 года Баумгертнер по март 2017 года работал в должности гендиректора портовой компании Global Ports. В его функции входило обеспечение развития бизнеса согласно долгосрочной стратегии группы с акцентом на операционной и экономической эффективности. С марта 2017 года возглавил швейцарскую компанию Alevo, занимающуюся разработкой технологий хранения электроэнергии. 18 августа производственные подразделения компании Alevo, находящиеся в Конкорде (штат Северная Каролина, США), подали в суд заявление о банкротстве.

## Личная жизнь
Женат, двое детей.